# Michael Somare
Michael Somare (Rabaul, 9 aprile 1936 – Port Moresby, 26 febbraio 2021) è stato un politico papuano, più volte Primo ministro della Papua Nuova Guinea.
Fondatore del Pangu Party nel 1967, dominò la vita politica del suo paese fino al suo ritiro nel 2017, essendo stato Primo ministro per un totale di 17 anni.